# Christine Daaé

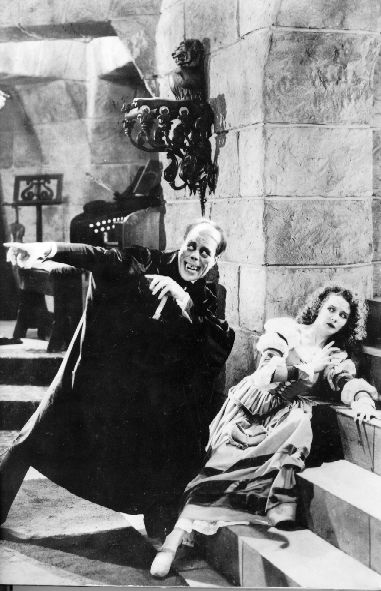
Lon Chaney y Mary Philbin en "El Fantasma de la Ópera" de 1925.

Christine Daaé es un personaje y la mujer protagonista de la novela de Gastón Leroux, El fantasma de la Ópera y de las varias adaptaciones del trabajo. Erik, el fantasma de la Ópera y el Vizconde Raoul de Chagny son los dos enamorados de Christine Daaé. 